# Boletellus elatus
Bolet à pied élancé
Espèce
Boletellus elatus, littéralement « Petit bolet à long pied » (de son nom scientifique japonais : アシナガイグチ Ashi-naga-iguchi, 脚長猪口), est une espèce de champignons du genre Boletellus dans la famille des Boletaceae, voisin des cèpes. Ce petit champignon au très long pied, décrit pour la première fois par le mycologue japonais Eiji Nagasawa en 1984, possède un chapeau d'un joli rouge brique à châtain. Sa comestibilité est inconnue.

## Statut nomenclatural
Binôme actuel: Boletellus elatus Nagasawa (1984), Transactions of the mycological Society of Japan, 25, p. 361 
Synonyme : Boletellus hiratsukae Nagasawa in Singer 1986 (nom. nud.) [ Bolet du Professeur Naohide Hiratsuka].

## Description originale

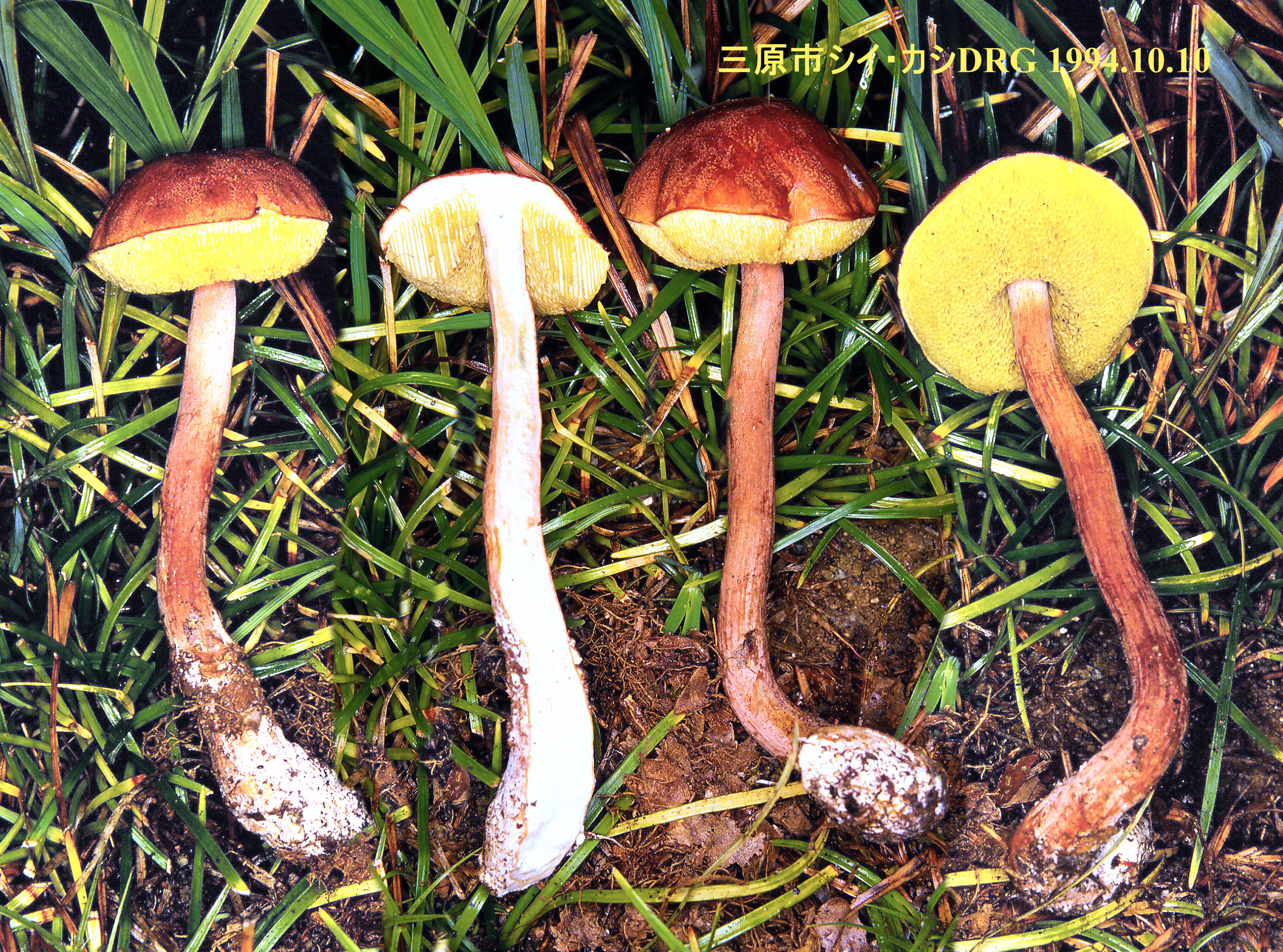
Boletellus elatus Japan, Hiroshima Pref. Mihara Quercus/Castanopsis forest アシナガイグチ

- Chapeau 3-9 cm de diamètre, hémisphérique à convexe, puis plan-convexe; Revêtement subtomenteux à presque glabre avec l'âge, viscidule par l'humidité, de couleur rouge brique à sépia, ou châtain, parfois légèrement plus pâle à la marge. Voile absent[3].

- Chair : tendre, assez mince dans le pied, blanchâtre puis jaunâtre, avec une touche de vineux sous la cuticule, immuable ou parfois virant au vineux à la coupe. Odeur nulle, saveur douce.

- Tubes 10-30 mm de long, adnés à presque libres, souvent fortement convexes à maturité, jaune pur puis citrin à verdâtre olivacé, immuables à la coupe. Pores petits puis jusqu'à 2 mm de diamètre, anguleux, concolores, immuables au toucher[3].

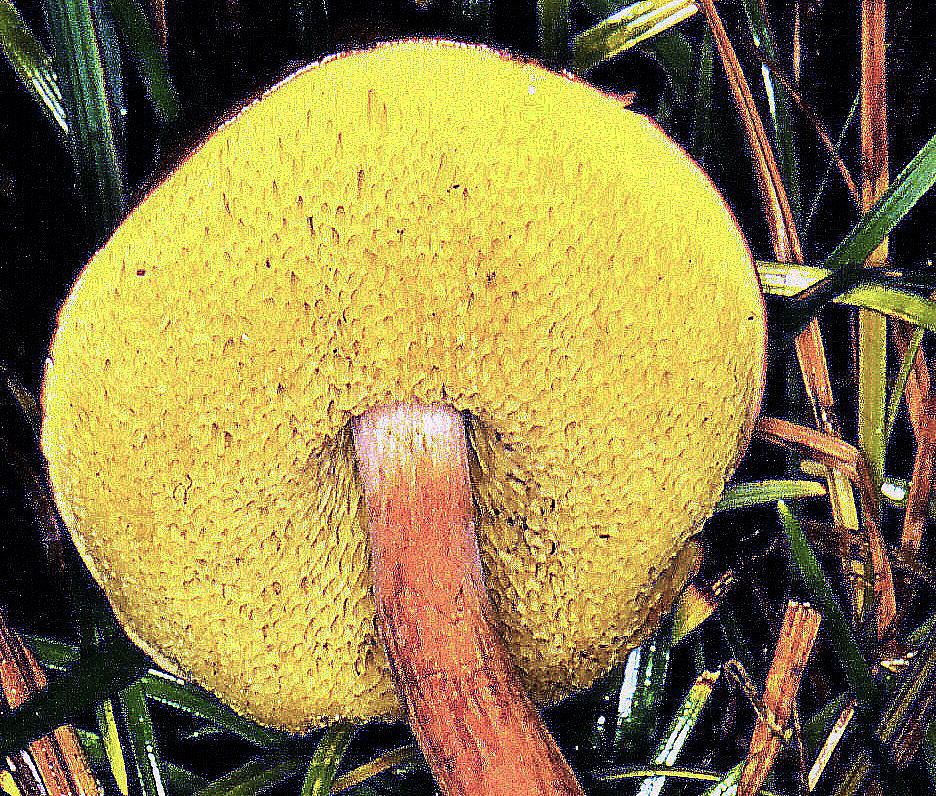
Boletellus elatus Pores petits puis jusqu'à 2 mm de diamètre, anguleux, concolores, immuables au toucher.

- Stipe 9-20 x 0,6-1,2 cm, long et élancé, épaissi et clavé à la base (1,4-4 cm d'épaisseur), de plus en plus mince vers le haut, plein ou farci. Revêtement concolore au chapeau, ou plus sombre (brun vineux) avec l'âge, sec, pruineux-velouté, rayé longitudinalement, non réticulé, ou parfois vaguement ruguleux-réticulé au sommet. Mycélium basal blanc, abondant[3].

- Saveur douce (neutre)[4]

- Spores (12-)16-19(-20) x (7,5-)9-11(-12,5) µm (Q=1,6-1,8) rainures incluses, ellipsoïdes à oblongues-ellipsoïdes de face, plutôt inégales de profil avec une large dépression supra-hilaire, étroitement tronquées en raison du petit pore terminal, jaune de miel dans KOH et Melzer, souvent encapuchonnées de brun violacé dans le Melzer. Surface striée de 14-18 rainures, souvent fourchues mais pas obliques comme Boletellus ananas et B. emodensis[2].

- Habitat : Sous feuillus, Sous conifères, Chênes, Pins :Eté-Automne, Honshu et Kyûshu (Japon), dans les bois de Pinus-Quercus, Castanopsis, Abies-Castanopsis, ou Castanopsis-Quercus. Singer a retrouvé cette espèce au Mexique sous Pinus-Quercus en 1992[3].

- Comestibilité inconnue[3]

- Références bibliographiques : Nagasawa, Eiji -1984, Trans. Mycol. Soc. Japan 25(4) p. 361-366 ; IH1 512 ; IOH p. 354 (gauche)[4] ;

- Commentaires : Espèce peu commune mais largement distribuée et facile à reconnaître sur le terrain à son pied élancé et pruineux, à la base épaissie, son chapeau et stipe colorés d'un brun chaud, sa chair et ses tubes immuables. La morphologie sporale le place dans la section Chrysentheroidei Singer[3].